# Accattone

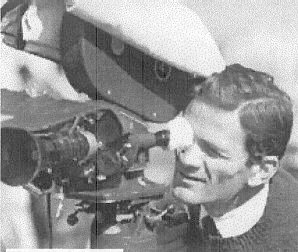
Pasolini tijdens de opnames van Accattone

Accattone is een Italiaanse dramafilm uit 1961 onder regie van Pier Paolo Pasolini.

## Verhaal
Vittorio is een pooier die zijn gezin heeft verlaten en die zich laat onderhouden door een prostituee. Wanneer die in de gevangenis terechtkomt, gaat Vittorio op zoek naar een nieuw slachtoffer. Hij wordt echter verliefd.

## Rolverdeling
| Acteur              | Personage        |
| ------------------- | ---------------- |
| Franco Citti        | Vittorio Cataldi |
| Franca Pasut        | Stella           |
| Silvana Corsini     | Maddalena        |
| Paola Guidi         | Ascenza          |
| Adriana Asti        | Amore            |
| Luciano Conti       | Il Moicano       |
| Luciano Gonini      | Piede D'Oro      |
| Renato Capogna      | Renato           |
| Alfredo Leggi       | Papo Hirmedo     |
| Galeazzo Riccardi   | Cipolla          |
| Leonardo Muraglia   | Mammoletto       |
| Giuseppe Ristagno   | Peppe            |
| Roberto Giovannoni  | Duitser          |
| Mario Cipriani      | Balilla          |
| Roberto Scaringella | Cartagine        |